# Tabur (Ortschaft)
Tabur ist ein Ortsteil (Mahalle) im Landkreis Karataş der türkischen Provinz Adana mit 106 Einwohnern (Stand: Ende 2024). Im Jahr 2011 hatte der Ort 104 Einwohner.
Der ursprüngliche Name lautete Tapur, armenisch für „leeres Feld“.